# Oricon Singles Chart
Oricon Singles Chart là bảng xếp hạng độ phổ biến đĩa đơn tiêu chuẩn của ngành công nghiệp âm nhạc Nhật Bản do Oricon phát hành hàng ngày, hàng tuần, hàng tháng và hàng năm. Bảng xếp hạng dựa trên doanh số của đĩa đơn. Oricon không bao gồm doanh số tải xuống. Tại Nhật Bản, doanh số bán hàng vật lý giảm mạnh vào những năm 2000, trong khi doanh số tải xuống đạt gấp ba đến bốn lần doanh số bán hàng.
Công ty Oricon ban đầu Original Confidence Inc. được thành lập bởi cựu nhà phát triển Snow Brand Milk Products Sōkō Koike vào năm 1967. Tháng 11 năm đó, công ty bắt đầu xuất bản một bảng xếp hạng đĩa đơn trên cơ sở thử nghiệm. Tiêu đề Sōgō Geinō Shijō Chōsa (総合芸能市場調査 Sōgō Geinō Shijō Chōsa, Surveys of total entertainment markets), nó đi vào hoạt động chính thức vào ngày 4 tháng 1 năm 1968.    
Bảng xếp hạng được xuất bản vào thứ ba hàng tuần trên Oricon Style và trên trang web chính thức của Oricon. Mỗi thứ hai hằng tuần, Oricon nhận dữ liệu từ các cửa hàng, nhưng dữ liệu bán hàng thông qua các kênh nhất định không được tính vào bảng xếp hạng. Ví dụ, đĩa đơn đầu tay của NEWS, một nhóm nhạc pop, chỉ được phát hành thông qua các cửa hàng 7-Eleven, không được Oricon tính và doanh số của nó không được phản ánh trong bảng xếp hạng Oricon. Do đó, bảng xếp hạng doanh thu kỷ lục của Oricon không hoàn toàn chính xác. Trước khi dữ liệu được thu thập bằng điện tử, các bảng xếp hạng được biên soạn trên cơ sở các bản fax được gửi từ các cửa hàng băng đĩa.   
Bài hát quán quân đầu tiên trên Oricon Singles Chart là "Kitaguni no Futari (In a Lonesome City) " của Jackey Yoshikawa and his Blue Comets vào ngày 2 tháng 11 năm 1967. 

## Đĩa đơn bán chạy nhất mọi thời đại
| Xếp hạng | Năm  | Tên đĩa đơn                             | Nghệ sĩ                                                         | Doanh số |
| -------- | ---- | --------------------------------------- | --------------------------------------------------------------- | -------- |
| 1        | 1975 | "Oyoge! Taiyaki-kun"                    | Masato Shimon                                                   | 4.577m   |
| 2        | 1972 | "Onna no Michi"                         | Shiro Miya and Pinkara Trio                                     | 3.256m   |
| 3        | 2003 | "Sekai ni Hitotsu Dake no Hana"         | SMAP                                                            | 3.125m   |
| 4        | 2000 | "Tsunami"                               | Southern All Stars                                              | 2.934m   |
| 5        | 1999 | "Dango 3 Kyodai"                        | Kentarō Hayami, Ayumi Shigemori, Himawari Kids, Dango Gasshōdan | 2.918m   |
| 6        | 1992 | "Kimi ga Iru Dake de"                   | Kome Kome Club                                                  | 2.895m   |
| 7        | 1991 | "Say Yes"                               | Chage & Aska                                                    | 2.822m   |
| 8        | 1994 | "Tomorrow Never Knows"                  | Mr. Children                                                    | 2.766m   |
| 9        | 1991 | "Oh! Yeah! / Love Story wa Totsuzen ni" | Kazumasa Oda                                                    | 2.587m   |
| 10       | 1995 | "Love Love Love / Arashi ga Kuru"       | Dreams Come True                                                | 2.488m   |